# SN 2005mj
SN 2005mj – supernowa typu IIn-? odkryta 3 listopada 2005 roku w galaktyce A213149-0104. W momencie odkrycia miała maksymalną jasność 22,50m.